# Miroslovești
Miroslovești è un comune della Romania di 4 848 abitanti, ubicato nel distretto di Iași, nella regione storica della Moldavia.
Il comune è formato dall'unione di 4 villaggi: Miroslovești, Mitești, Soci, Verșeni.